# Nassinia pandia
Nassinia pandia är en fjärilsart som beskrevs av Druce 1899. Nassinia pandia ingår i släktet Nassinia och familjen mätare. Inga underarter finns listade i Catalogue of Life.